# James Vincent (attore)
James Vincent (Springfield, 19 luglio 1882 – New York, 12 luglio 1957) è stato un attore e regista statunitense del cinema muto.
Nella sua carriera, iniziata nel 1909, diresse circa una ventina di film, interpretò oltre trenta pellicole e fu anche produttore - se pur di un solo film, Such Is Life - e distributore, presentando nel 1919 il suo The Spirit of Lafayette.
Nel 1920, fu eletto presidente della Motion Picture Directors Association, l'associazione dei registi americani che, nel 1936, sarebbe poi diventata la Directors Guild of America.
Era il compagno di J. Warren Kerrigan, un popolare attore, protagonista di molti film western.

## Filmografia
La filmografia - basata su IMDb - è completa.

### Attore
- The Grandmother - cortometraggio (1909)
- The Egret Hunter, regia di Sidney Olcott - cortometraggio (1910)
- A Colonial Belle, regia di Sidney Olcott - cortometraggio (1910)
- The Perversity of Fate, regia di Sidney Olcott - cortometraggio (1910)
- The Touch of a Child's Hand - cortometraggio (1910)
- Prisoners of War, regia di George Melford - cortometraggio (1913)
- A Mississippi Tragedy (1913)
- The Pursuit of the Smugglers, regia di J.P. McGowan - cortometraggio (1913)
- A Plot for a Million - cortometraggio (1913)
- The Secret Marriage, regia di J.P. McGowan - cortometraggio (1913)
- The River Pirates, regia di J.P. McGowan (1913)
- A Victim of Heredity (1913)
- The Terror of Conscience (1913)
- The Wheel of Death - cortometraggio (1913)
- The Detective's Trap (1913)
- Out of the Jaws of Death (1913)
- Shenandoah, regia di Kenean Buel - cortometraggio (1913)
- The Hidden Witness, regia di Robert G. Vignola - cortometraggio (1913)
- A Stolen Identity, regia di Robert G. Vignola - cortometraggio (1913)
- The Lost Diamond, regia di Robert G. Vignola - cortometraggio
- A Virginia Feud, regia di Robert G. Vignola (1913)
- The Blind Basket Weaver (1913)
- The Fatal Legacy (1913)
- Uncle Tom's Cabin, regia di Kenean Buel e Sidney Olcott (1913)
- In the Hands of the Brute, regia di Sidney Olcott (1914)
- The Mother of Men, regia di Sidney Olcott (1914)
- The Land of the Lost (1914)
- The Idle Rich, regia di Sidney Olcott (1914)
- The Wolf Unmasked (1915)
- Nan o' the Backwoods, regia di Sidney Olcott (1915)
- The Ghost of Twisted Oaks, regia di Sidney Olcott (1915)
- The Taint, regia di Sidney Olcott (1915)
- Il valzer dell'imperatore (The Emperor Waltz), regia di Billy Wilder (1948)
- Il principe ladro (The Prince Who Was a Thief), regia di Rudolph Maté (1951)

### Regista
- In the Tennessee Hills (1915)
- The Melting Pot, co-regia di Oliver D. Bailey (1915)
- Gold and the Woman (1916)
- Sins of Men (1916)
- Ambition (1916)
- The Unwelcome Mother (1916)
- Love and Hate (1916)
- The Battle of Life (1916)
- Love Aflame (o Hearts Aflame), co-regia di Raymond Wells (1917)
- Sister Against Sister (1917)
- A Royal Romance (1917)
- Wrath of Love (1917)
- The Hidden Hand (1917)
- The Spirit of Lafayette (1919)
- A Woman in Grey
- Stolen Moments (1920)
- Claws
- Such Is Life (1931)

### Altro
- The Spirit of Lafayette, regia di James Vincent - presentatore (1919)
- Such Is Life, regia di James Vincent - supervisore alla produzione (1931)